# Ермолаев, Николай Дмитриевич

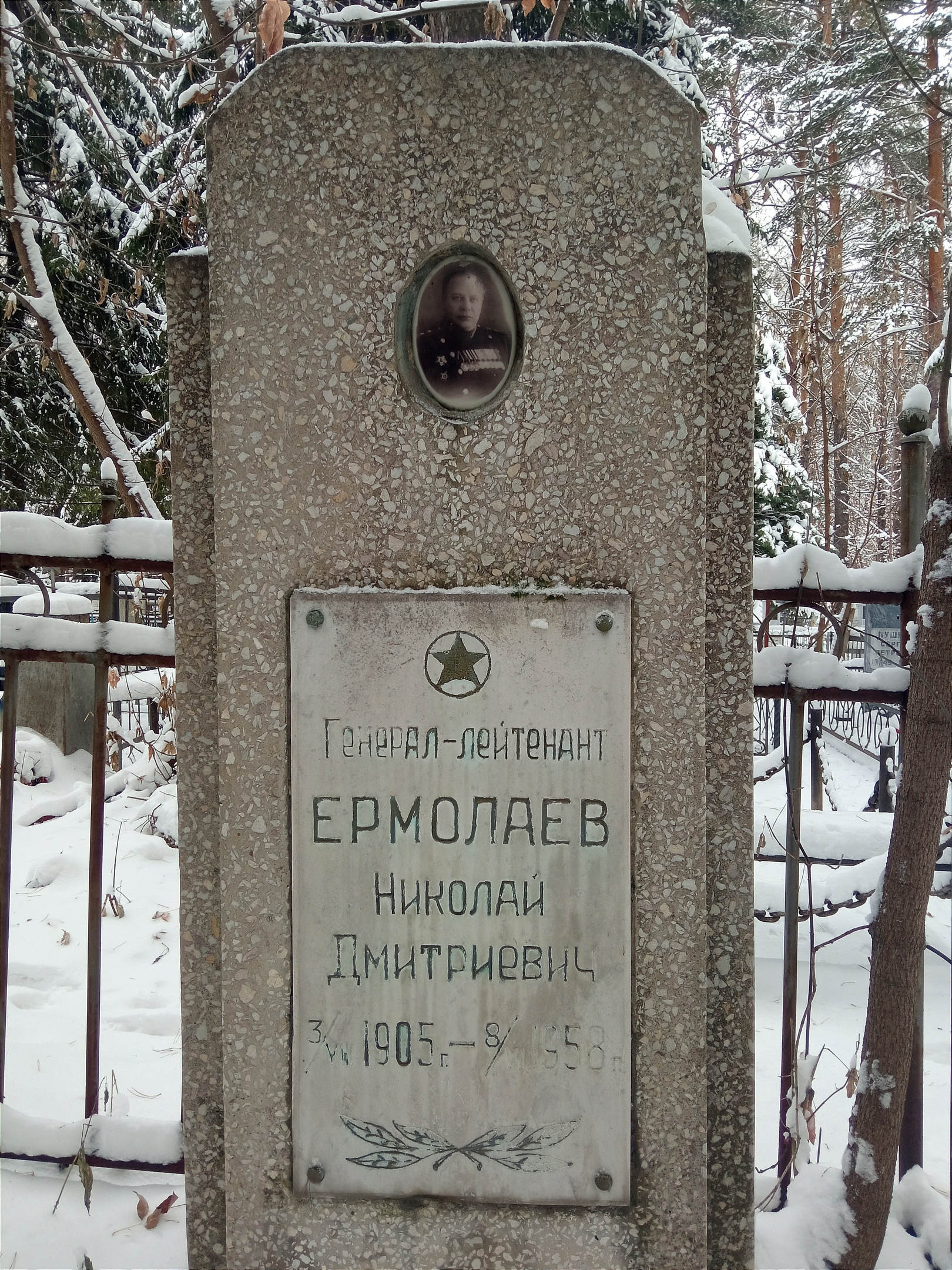
могила на Заельцовском кладбище Новосибирска

Николай Дмитриевич Ермолаев (1905—1958) — начальник Особого отдела Черноморского флота, генерал-лейтенант береговой службы (1945).

## Биография
Родился в русской семье. Получил среднее образование, обучался в механическом техникуме. В органах госбезопасности с сентября 1921, делопроизводитель Особого отдела Ярославской губернской ЧК, с января 1922 сотрудник для поручений Особого отдела ВЧК 18-й стрелковой дивизии. С июля 1922 в запасе, работал агентом в областном управлении Госстраха в Ярославле. С 1929 рабочий-краснодеревщик на заводе «Красный маяк». Член ВКП(б) с 1932.
В апреле 1932 вновь направлен на работу в ОГПУ как практикант, с мая 1933 уполномоченный, с января 1934 оперуполномоченный, с октября 1938 помощник начальника и в январе-октябре 1939 снова на должности начальника Особого отдела ОГПУ — ГУГБ НКВД 18-й стрелковой дивизии. Заместитель начальника Особого отдела НКВД 3-го стрелкового корпуса с октября 1939 до июня 1940, участвовал в советско-финской войне. Заместитель начальника Особого отдела ГУГБ НКВД 8-й армии Прибалтийского особого военного округа с июня 1940 по февраль 1941.
Заместитель начальника 3-го отдела Прибалтийского особого военного округа, с июня 1941 Северо-Западного фронта с февраля по июль 1941. Заместитель начальника Особого отдела НКВД по 48-й армии с 6 августа до 13 октября 1941. Заместитель начальника Особого отдела НКВД по 5-й армии с 13 октября 1941 до 3 февраля 1942. Начальник Особого отдела НКВД — ОКР Смерш по Черноморскому флоту с 3 февраля 1942 по 4 апреля 1945. Начальник ОКР Смерш по Балтийскому флоту с 4 апреля 1945 по 19 августа 1946.
Начальник ОКР МГБ по 4-му ВМФ с 19 августа 1946 до 2 марта 1948. Начальник Управления МГБ по Ставропольскому краю со 2 марта 1948 до 23 января 1950. Начальник Управления МГБ по Приморскому краю с 23 января 1950 до 24 сентября 1951. Начальник Управления МГБ по Ленинградской области с сентября 1951 до 16 марта 1953. В распоряжении Управления кадров МВД СССР с 16 марта 1953 до 1954. Начальник Особого отдела КГБ Западно-Сибирского военного округа с 1954 до 1956. Уволен из КГБ 13 сентября 1956.

### Звания
- Младший лейтенант ГБ (23 марта 1936);
- Лейтенант ГБ (8 сентября 1939);
- Старший лейтенант ГБ (9 мая 1940);
- Старший батальонный комиссар (июнь 1941);
- Майор ГБ (28 декабря 1941);
- Старший майор ГБ (28 сентября 1942);
- Комиссар ГБ (14 февраля 1943);
- Генерал-майор береговой службы (24 июля 1943);
- Генерал-лейтенант береговой службы (8 июля 1945).[2]

### Награды
орден Ленина, 3 ордена Красного Знамени, ордена Кутузова II степени, Отечественной войны I степени и Красной Звезды, медали.